# Raïon de Kirovsk (oblast de Léningrad)
Le raïon de Kirovsk (en russe : Кировский район, Kirovski raïon) est une subdivision administrative de l'oblast de Léningrad, en Russie. Son centre administratif est la ville de Kirovsk.

## Géographie
Le raïon couvre une superficie de 2 590,46 km2 dans la partie centrale de l'oblast. Il est limité au nord par le lac Ladoga, à l'est par le raïon de Volkhov et le raïon de Kirichi, au sud par le raïon de Tosno et à l'ouest par la ville de Saint-Pétersbourg et le raïon de Vsevolojsk.

## Histoire
Le raïon de Kirovsk fut créé le 1er avril 1977 par un décret du Présidium du Soviet suprême de la RSFS de Russie à partir d'un redécoupage des territoires des raïons de  Volkhov et de Tosno. Il comprenait deux villes subordonnées à l'oblast (Otradnoïe et Petrokrepost), cinq communes urbaines (Mga, Nazia, Pavlovo, Priladojski, Siniavino) et cinq communes rurales. En 1996, le raïon obtient le statut de « raïon municipal ». En 2006, les villes de Kirovsk et d'Otradnoïe sont intégrées dans le raïon.

## Population
Recensements (*) ou estimations de la population :
| 1979*  | 1989*  | 2002*  | 2010*   |
| ------ | ------ | ------ | ------- |
| 63 284 | 74 725 | 60 221 | 101 353 |

| 2013    | 2015    | 2021    | - |
| ------- | ------- | ------- | - |
| 104 679 | 105 233 | 106 077 | - |

Les recensements de 1979, 1989 et 2002 ne comptabilisent pas la population des villes de Kirovsk et Otradnoïe, qui ne font pas alors partie du raïon.

## Administration
Le raïon compte trois villes :
- Kirovsk (25 706 habitants en 2013), son centre administratif
- Otradnoïe (24 994)
- Chlisselbourg 14 248)

cinq communes urbaines :
- Mga (10 559)
- Priladojsky (5 851)
- Nazia (4 980)
- Siniavino (3 986)
- Pavlovo (3 415)

ainsi que plusieurs communes rurales et villages.

## Galerie

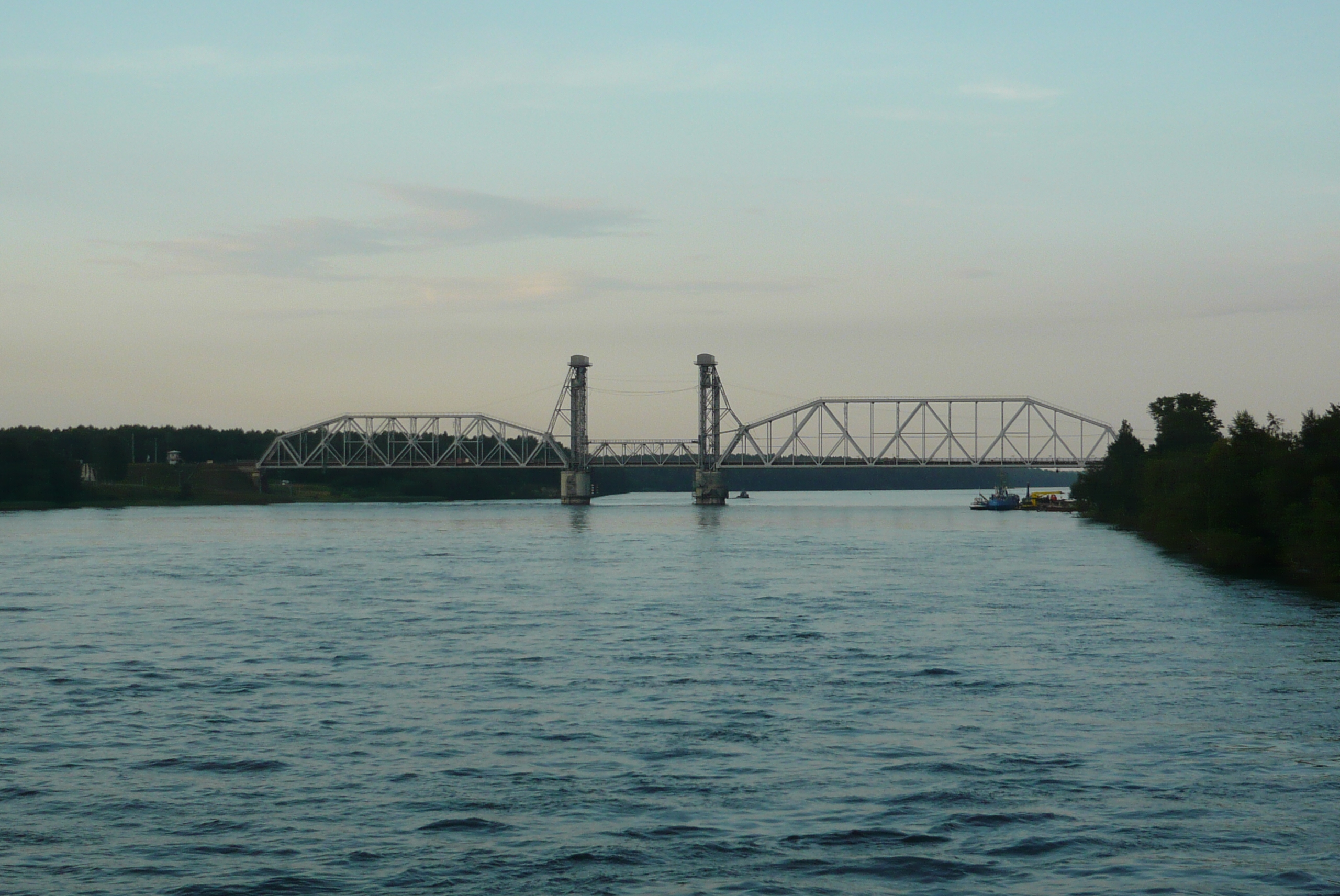
Pont ferroviaire Kuzminsky sur le fleuve Neva.